# Aspergillus carnoyi
Aspergillus carnoyi är en svampart som beskrevs av Biourge ex Thom & Raper 1941. Aspergillus carnoyi ingår i släktet Aspergillus och familjen Trichocomaceae.   Inga underarter finns listade i Catalogue of Life.